# ラージ・スパニッシュ・ハウンド

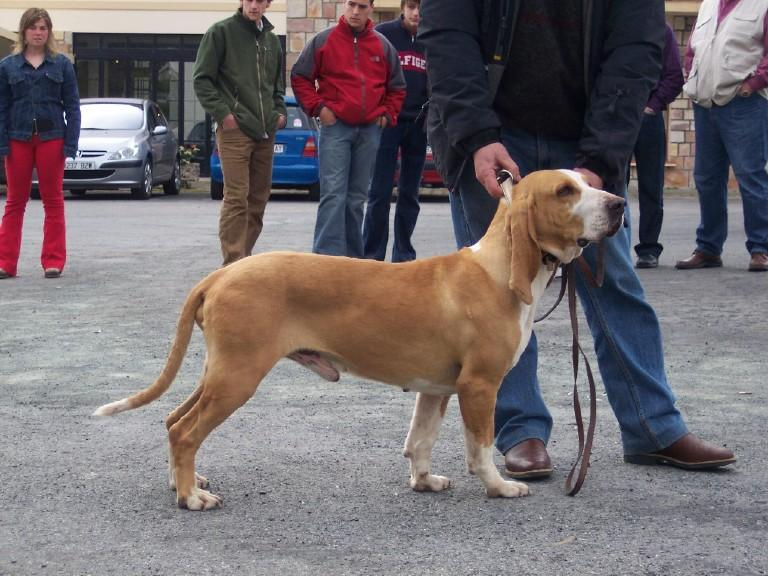
ラージ・スパニッシュ・ハウンド

ラージ・スパニッシュ・ハウンド（英：Lage Spanish Hound）は、スペイン原産のセントハウンド犬種のひとつである。別名はサブエソ・エスパニョール・デ・モンテ（西：Sabueso Español de Monte）、スパニッシュ・マウンテン・ハウンド（英：Spanish Mountain Hound）。スモール・スパニッシュ・ハウンドは本種の小型版犬種である。

## 歴史
生い立ちにはさまざまな説がありはっきりとは確定されていない。説としては紀元前1世紀ごろにフェニキア人がもたらした古いセントハウンドが元になっている説、ベルギーのアルデンヌ地方のセント・ヒューバートというセントハウンド犬種をつれてきて改良した説、ガリア人が連れていた古代セントハウンド犬種のガリア・ハウンドが元になった説、フランス中部のセントハウンドを連れてきてそれをもとに作出した説などの仮説が存在する。いずれにせよ、かなり古くから存在している犬種で、確かな記録でも1582年には既に犬種として存在していたことが
書籍に記されている。
主に単独でセントハント（嗅覚猟）を行うのに使われる。獲物は主に大型の哺乳類で、山岳地帯で狩猟を行う。嗅覚で獲物を追跡し、発見すると自分の力で獲物を仕留めた。
一時フランスのセントハウンド犬種と異種交配されたことと、第二次世界大戦の戦禍を大きく被ったことで純血犬の頭数が激減し絶滅の危機に陥ったこともあった。スペイン産セントハウンドの人気も大幅に暴落し、完全に犬種が消滅してしまう危険性も非常に高かったが、アントニオ・ロペス・ミラノという愛好家によって生き残った犬が集められ、保存と戻し交配による復元を根気強く継続することで何とか絶滅の危機を回避することが出来た。以後、少しずつ頭数を回復し、FCIに公認犬種として登録されるまでに至った。
現在も原産国でも珍しい犬種のひとつであることに変わりはないが、ヨーロッパ圏内ではある程度の知名度があり、スペイン以外でも少数だが飼育されている。大半の犬は実猟犬かショードッグとして飼育されており、ペットとして飼育されているものは稀である。

## 特徴
筋肉質でがっしりとした骨太の体つきをしている（ショードッグ系統の犬はあまりゴツくはなく、ひきしまっている）。脚は短めで走るのはあまり早くないが、その分足腰が丈夫で持久力が優れている。起伏の激しい山岳地帯も難なく駆け回ることが出来る。頭部は大きめで、マズルは長めで先が尖っている。耳は長い垂れ耳、尾は飾り毛のない垂れ尾。コートはスムースコートで山地の暑さに強く、毛色はホワイト・アンド・レッドなど。体高は雄52〜58cmで雌48〜53cm、体重は雄25kg前後、雌20kg前後の中型犬。性格は主人に忠実で従順、勇敢だが、頑固で独立心と狩猟本能が高い典型的な猟犬気質を併せ持っている。自己判断力が高いためあまりパックでの狩猟には向いていない。この性質のため主人家族には友好性を示すが、あまり協調性がなく他の犬とは好んでかかわろうとはしない傾向にある。主人には絶対服従で、主人からのみしつけを受ける。状況判断力は非常に高い。生粋の猟犬種であるため、初心者が飼育するのは不可能である。運動量は非常に多い。